# Bestã Apaúnio
Bestã Apaúnio (em grego: Βεστάμ / Βεστάν; romaniz.: Bestám / Bestán; em persa médio: Besṭām; em armênio: Վ(ե)ստամ; romaniz.: V(ē)stam) foi um nobre armênio (nacarar) do século VI, membro da família Apaúnio, ativo durante o reinado do xainxá Cosroes II (r. 590–628).

## Nome
Bestã (Βεστάμ / Βεστάν, Bestám / Bestán) é a forma grega de um nome iraniano, com provável origem em Vistacma (*vistaxma), mas cuja atestação não ocorre no Avestá, nas inscrições em persa antigo aquemênida ou persa médio sassânida. Segundo Ferdinand Justi, o nome significa "detentor de um poder de longo alcance". Foi registrado em armênio como Vestã (Վ(ե)ստամ, V(ē)stam); quiçá de Vaistacma, *Vaistaxma) e em persa novo como Bestã (بستام, Besṭām) e Gostaã (Gostah(a)m). É provável que esteja relacionado ao nome Histecmas citado por Ésquilo.

## Vida

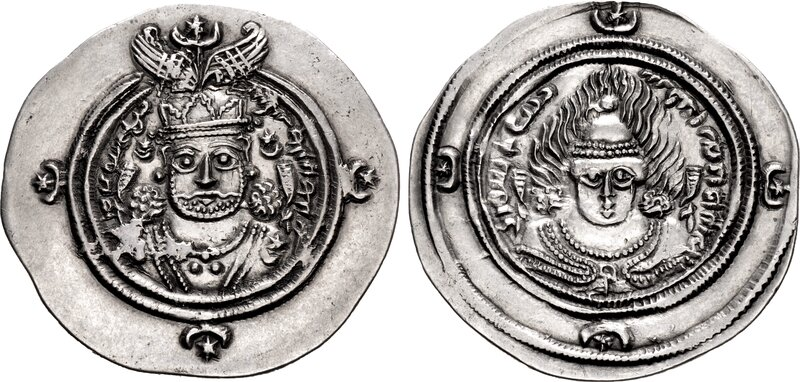
Dracma de r.

A parentela de Bestã é incerta, exceto que pertenceu à família Apaúnio. A julgar que é mencionado ao lado de outros membros de sua família (Artavasdes, Maictes e Manuel), é possível que estivessem aparentados. Serviu como um dos nobres armênios que participaram na expedição do marzobã Simbácio IV, provavelmente ocorrida em 608, contra um contingente de "cuchanas" (heftalitas) que havia invadido o Império Sassânida no Oriente. O exército de Simbácio era formado por cerca de dois mil cavaleiros. Os invasores haviam se espalhado em várias direções, mas ao saberem de sua chegada, supostamente se reagruparam e fugiram. Simbácio os perseguiu e alcançou. Na batalha que se seguiu, o exército cuchana fugiu e foi derrotado. Simbácio então decidiu acampar em Apre Xar, nas cercanias de Nixapur, antes de se dirigir com 300 homens para a vila murada de Crocte.